# Zodariellum sytchevskajae
Zodariellum sytchevskajae is een spinnensoort in de taxonomische indeling van de mierenjagers (Zodariidae).
Het dier behoort tot het geslacht Zodariellum. De wetenschappelijke naam van de soort werd voor het eerst geldig gepubliceerd in 1985 door Nenilin & Fet.